# I for You
「I for You」（アイ・フォー・ユー）は、LUNA SEAの11枚目のシングル。1998年7月1日発売。初回限定盤はオリジナルプラケース入り。

## 解説
活動再開後のシングル連続リリース第3弾。フジテレビ系ドラマ『神様、もう少しだけ』の主題歌。年末にはこの曲で『第49回NHK紅白歌合戦』への出場も果たした（紅白への出場はこれが唯一）。また、ドラマがアジア方面でも放映されたことがきっかけで、LUNA SEAの名もアジア方面で知れ渡ることとなり、後の「FIRST ASIAN TOUR」（1999年1月）への布石となった。
また、このシングルの製作中にhideが他界し、メンバーはお通夜・葬式とスタジオを行き来した日々だった、と語っている。
週間2位、売上枚数48.9万枚。

## 収録曲
全作詞・作曲・編曲：LUNA SEA
1. I for You
SUGIZO原曲。
元々この曲はアルバム『EDEN』の頃から原曲が存在しており、ストリングスアレンジのアイデアもその頃から存在していたが、「まだこんな壮大な曲は俺達には早い」と、何度も収録を見送られていた。ドラマの主題歌の話が持ち上がった際に再びこの曲が浮上し、今回RYUICHIにより、メロディを全て変えられた上で完成形に辿り着いた。「美しいメロディなのに、汚いギター」ということをしたかった、とSUGIZOは語っている。また、先述の通り、このシングルを製作中にhideが他界し、歌詞に関してSUGIZOとRYUICHIがhideへのメッセージソングとしての解釈を施した、と後に語っている。
この曲のストリングスのアレンジは外部に頼まず、SUGIZOが単独でマッキントッシュを使って考えたという。ストリングスには、チェロでSUGIZOの母親が参加しているらしい。
2000年に、ラジオ放送『aikoのオールナイトニッポン』の中で、RYUICHIとSUGIZOがaikoとアコースティックギター1本のみでセッションした。
2006年には、RYUICHIがソロカバーアルバム『evergreen 〜あなたの忘れ物〜』でセルフカバーした。
2. WITH
INORAN原曲。
この曲もアルバム『MOTHER』の頃から原曲が存在し、同じくずっと収録を見送られてきた曲だった。
曲最後の時計の針のS.E.は、当時リリースを3週間後に控えていたアルバム『SHINE』の1曲目「Time Has Come」の冒頭にも入っており、アルバムへの繋がりを示唆させている。

## 収録アルバム
- I for You
  - SHINE
  - NEVER SOLD OUT
  - PERIOD 〜THE BEST SELECTION〜
  - SLOW
  - LUNA SEA COMPLETE BEST
  - LUNA SEA 3D IN LOS ANGELES
  - LUNA SEA COMPLETE BEST -ASIA LIMITED EDITION-
  - LUNA SEA 25th Anniversary Ultimate Best -THE ONE-
  - NEVER SOLD OUT 2
- WITH
  - another side of SINGLES II

## カバー
- 河村隆一 - 『evergreen 〜あなたの忘れ物〜』 (2006年)
- 森重樹一 - 『LUNA SEA MEMORIAL COVER ALBUM -Re:birth-』 (2007年)
- エリック・マーティン - 『Mr. Rock Vocalist』 (英語でのカバー) (2012年)
- INORAN - INORAN ASIA TOUR 2014 IN TAIPEI (2014年11月21日)